# 菊花的刺
《菊花的刺》，又名《菊花之刺》，為古龍逝世後沒多久萬盛出版，當時偽作滿天飛，許多出版社均打著「古龍遺稿，本出版補足」，或是乾脆找人代筆掛著古龍之名出版；本書在當時風氣下，自然也被列為偽作，楚烈宣稱遺稿七萬字而補成本書，經薛興國證實古龍確實寫了本書開頭，所以可以算是古龍遺作，但是很多學者都不相信這個說法，是否為偽作仍無定案。
後經探訪楚烈本人後，證明全書均為楚烈所寫，本書不是古龍作品。

## 主要人物
- 李員外：
- 王呆：
- 歐陽無雙：
- 展鳳：
- 許佳蓉：

## 次要人物
- 鐵成功：
- 燕荻：
- 燕翎：
- 展龍：
- 綺虹：

## 小說目錄
1. 川陝道
2. 哥倆好
3. 銀菊花
4. 蒙面劫
5. 溫柔淚
6. 行路人
7. 棋局迷
8. 水牢浴
9. 一夜茫
10. 夜無風
11. 儒衫人
12. 情義難
13. 峰回轉
14. 蒙奇冤
15. 死亡劫
16. 萬里橋
17. 鬩牆恨
18. 盲女劍
19. 菊花出
20. 紅燈籠
21. 留人醉
22. 冤莫辨
23. 手中針
24. 三連劍
25. 人為財
26. 菊非菊
27. 錯中錯
28. 搏與殺
29. 生死路
30. 雕龍現
31. 相見歡
32. 菊花死
33. 曙光現